# Vouthon-Bas
Vouthon-Bas település Franciaországban, Meuse megyében. Lakosainak száma 40 fő (2022. január 1.). Vouthon-Bas Goussaincourt, Taillancourt, Vouthon-Haut és Amanty községekkel határos.

## Népesség
A település népessége az elmúlt években az alábbi módon változott:
| Lakosok száma | 88   | 63   | 77   | 56   | 56   | 51   | 49   | 44   | 43   | 40   |
|               | 1968 | 1982 | 1990 | 2006 | 2013 | 2015 | 2017 | 2019 | 2020 | 2022 |